# Gert Heckman

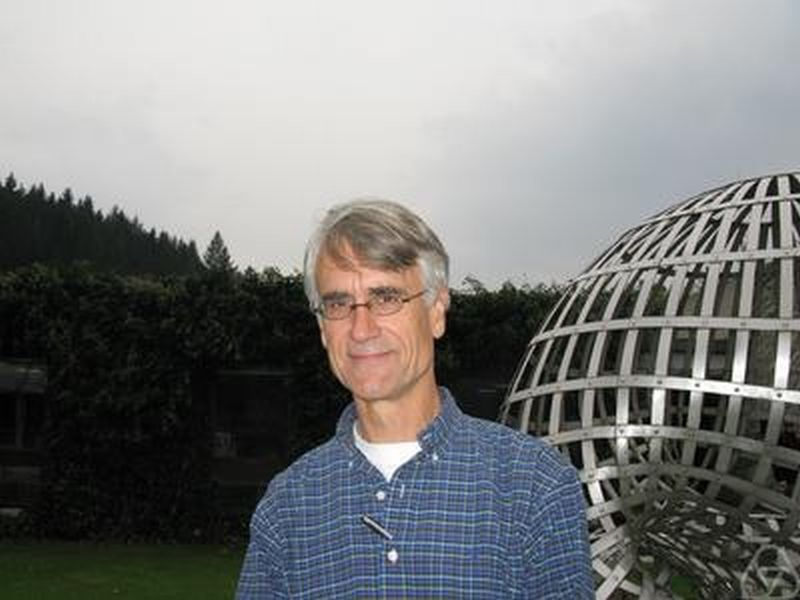
Gert Heckman, Oberwolfach 2008

Gerrit Jacobus „Gert“ Heckman (* 1953) ist ein niederländischer Mathematiker.
Heckman wurde 1980 bei Gerrit van Dijk (und Johannes Jisse Duistermaat) an der Universität Leiden promoviert mit einer Dissertation, in der die Orbit-Methode von Alexander Kirillov auf kompakte Lie-Gruppen angewandt wurde zur asymptotischen Beschreibung der Verzweigungsregeln, das heißt des Verhaltens von Darstellungen bei Einschränkung auf Untergruppen (Projections of Orbits and Asymptotic Behaviour of Multiplicities for Compact Lie Groups). Bei der Rückkehr 1982 wurde er Assistent von Gerrit van Dijk. Er ist Professor an der Radboud-Universität Nijmegen.
Er befasst sich mit Darstellungstheorie, hypergeometrischen Funktionen, symplektischer Geometrie, hyperbolischer Geometrie und mathematischer Physik (Integrable Systeme). Nach ihm und Eric Opdam sind hypergeometrischen Funktionen benannt,  die mit Wurzelsystemen von Lie-Algebren verbunden sind (Heckman-Opdam Hypergeometrische Funktionen)  und nach ihm und Johannes Jisse Duistermaat die Duistermaat-Heckman-Formel (1982) in der symplektischen Geometrie.
Er befasste sich auch mit Darstellungen der Ableitung der Kepler-Gesetze in der Schule. Dabei kam er auch zu einer neuen Würdigung der Originalableitung von Isaac Newton.
Er ist Mitherausgeber von Indagationes Mathematicae.

## Schriften (Auswahl)
- Projections of Orbits and Asymptotic Behavior of Multiplicities for Compact Connected Lie Groups, Invent. Math., Band 67, 1982, S. 333–356
- mit J. J. Duistermaat: On the variation in the Cohomology of the Symplectic Form on the Reduced Phase Space, Invent. Math., Band 69, 1982, S. 259–268. Addendum, Band  72, 1983, S. 153–158.
- mit Eric Opdam: Root systems and hypergeometric functions I, Compositio Mathematica, Band 64, 1987, S. 329–352. Teil 2 von Heckman, Compositio Mathematica, Band 64, 1987, S. 353–373
- mit Michel Duflo, Michele Vergne: Projection d'orbites, formule de Kirillov et formule de Blattner, Mém. Soc. Math. France (N.S.) 15 (1984), 65–128.
- mit Frits Beukers, W. Dale Brownawell: Siegel Normality, Annals of Mathematics, Band 127, 1988, S. 279–308.
- mit Frits Beukers: Monodromy for the generalized hypergeometric function of Thomae, Invent. math., Band 95, 1989, S. 325–354.
- Hecke algebras and hypergeometric functions, Invent. Math., Band 100, 1990, S. 403–417.
- An elementary approach to the hypergeometric shift operators of Opdam, Invent. Math., Band 103, 1991, S. 341–350.
- mit Eric Opdam:  Harmonic analysis for affine Hecke algebra, in: Current developments in Mathematics 1996, Intern. Press 1997, S. 37–60.
- mit Eric Opdam: Yang's system of particles and Hecke algebras, Annals of Mathematics, Band 145, 1997, S. 139–173.
- Quantum integrability of the Kovalevsky top, Indag. Math. NS 9 (1998), 223–246.
- Dunkl Operators, Seminaire Bourbaki 828, 1997
- mit Eduard Looijenga: The moduli space of rational elliptic surfaces, in: Algebraic Geometry 2000, Azumino, Advanced Studies in Pure Mathematics 36 (2002), S. 185–248.
- mit Wim Couwenberg, Eduard Looijenga: On the geometry of the Calogero-Moser system, Indag. Math., N.S., 16 (2005), 443–459.
- mit Wim Couwenberg, Eduard Looijenga: Geometric structures on the complement of a projective arrangement, Publications mathematiques de l'IHES 101 (2005), 69–161.
- mit Tim de Laat: On the Regularization of the Kepler Problem, Journal of Symplectic Geometry, Band 10, 2012, S. 463–473.
- mit Eduard Looijenga: Hyperbolic Structures and Root Systems, in: Casimir Force Casimir Operators and the Riemann Hypothesis, de Gruyter, 2010, S. 211–228.
- Sander Rieken: An Odd Presentation for W(E6), in: K3 Surfaces and Their Moduli, Proceedings of the Schiermonnikoog Conference 2014, Birkhäuser, Progress in Math. 315, 2016, S. 97–110 (Weylgruppe der exzeptionellen Liegruppe E6)
- mit Sander Rieken: Hyperbolic Geometry and Moduli of Real Curves of Genus Three,  Math. Annalen